# Clytomyias insignis
Clytomyias insignis là một loài chim trong họ Maluridae.